# Jelena Kondakowa
Jelena Władimirowna Kondakowa (ros. Еле́на Влади́мировна Кондако́ва; ur. 30 marca 1957 w Mytiszczi) – rosyjska kosmonautka, Bohater Federacji Rosyjskiej (1995).

## Życiorys
Do 1974 ukończyła 10 klas szkoły średniej w Kaliningradzie (obecnie Korolow) w obwodzie moskiewskim, a w 1980 Moskiewską Wyższą Szkołę Techniczną im. Baumana, pracowała jako inżynier w Zjednoczeniu „Energija”, w 1983 ukończyła Wszechzwiązkowy Uniwersytet Marksizmu-Leninizmu.
W lutym 1989 została kandydatką na kosmonautkę 291 oddziału Zjednoczenia „Energija”, od października 1990 do marca 1992 przechodziła ogólne przygotowanie w Centrum Wyszkolenia Kosmonautów im. J. Gagarina, w marcu 1992 została mianowana kosmonautką-badaczką 291 oddziału Zjednoczenia „Energija”, a w 1995 instruktorką-kosmonautką-badaczką. Od kwietnia 1992 do grudnia 1993 przechodziła przygotowanie do programu lotów na stację kosmiczną Mir, od 4 października 1994 do 22 marca 1995 odbywała swój pierwszy lot kosmiczny jako inżynier pokładowy statku Sojuz TM-20 i stacji Mir; startowała razem z Aleksandrem Wiktorienką i Niemcem Ulfem Merboldem; spędziła w kosmosie 169 dni, 5 godzin, 21 minut i 35 sekund. 10 kwietnia 1995 Prezydent Rosji Borys Jelcyn nadał jej tytuł Bohatera Federacji Rosyjskiej. Od 15 do 24 maja 1997 wykonywała swój drugi lot kosmiczny jako specjalistka lotu w załodze wahadłowca Atlantis STS-84. Została odznaczona medalem NASA Za Lot Kosmiczny.
W grudniu 1999 i w grudniu 2003 została deputowaną do Dumy Państwowej.
Stowarzyszenie Uczestników Lotów Kosmicznych (Association of Space Explorers) przyznało jej Universal Astronaut Insignia za lot orbitalny (nr 317).